# Großweingarten

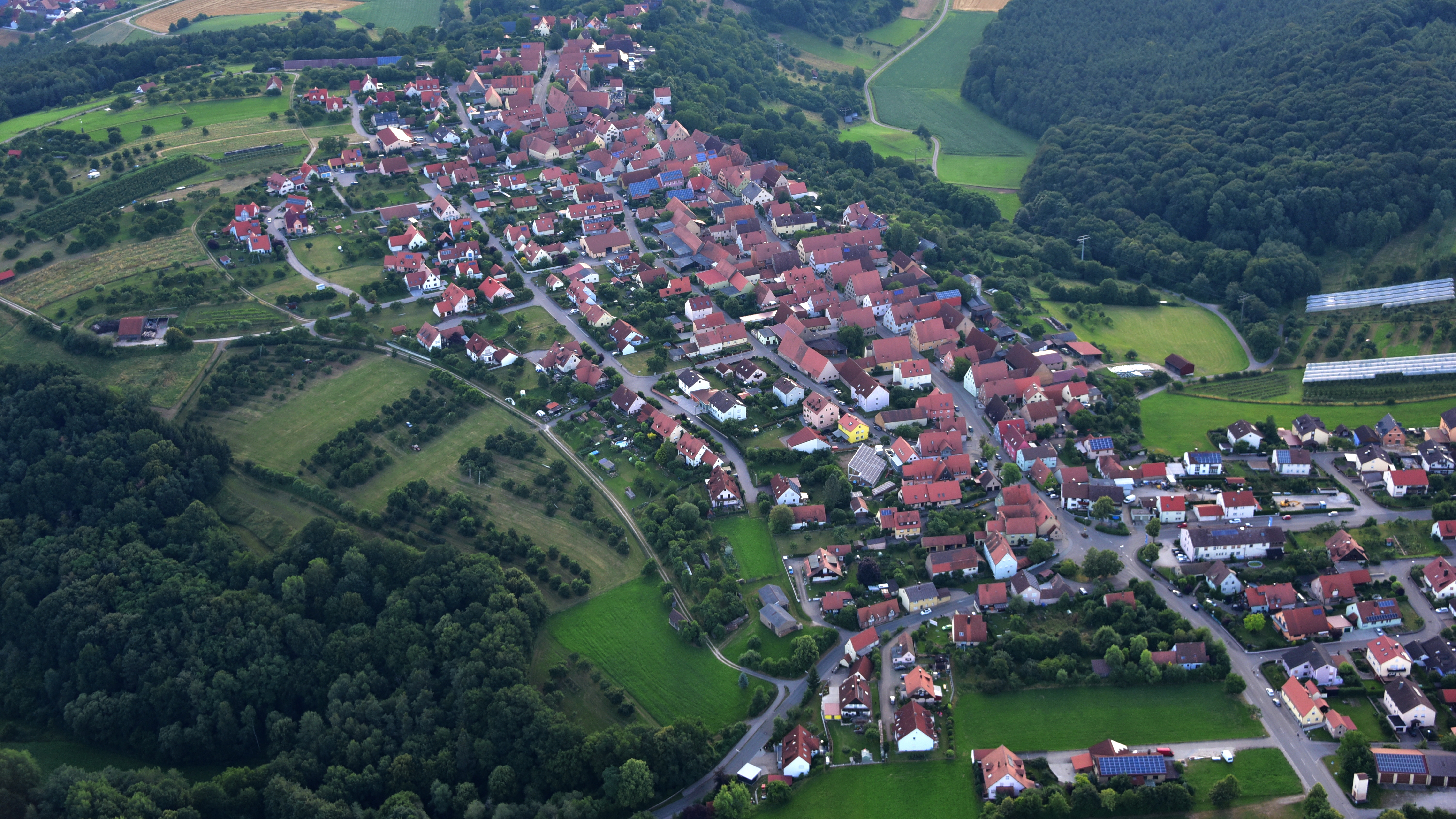
Luftaufnahme von 2016

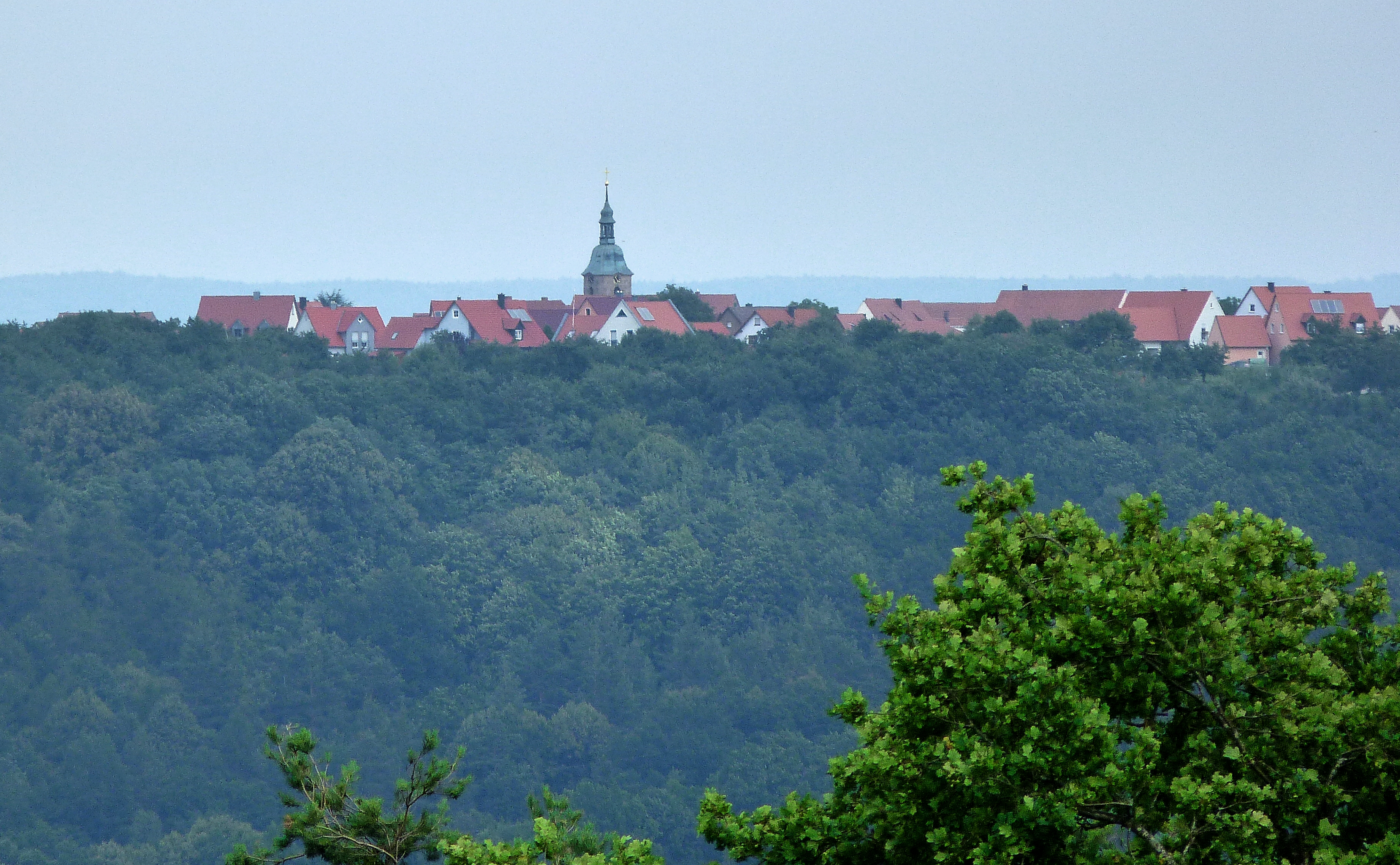
Ortsansicht von Westen

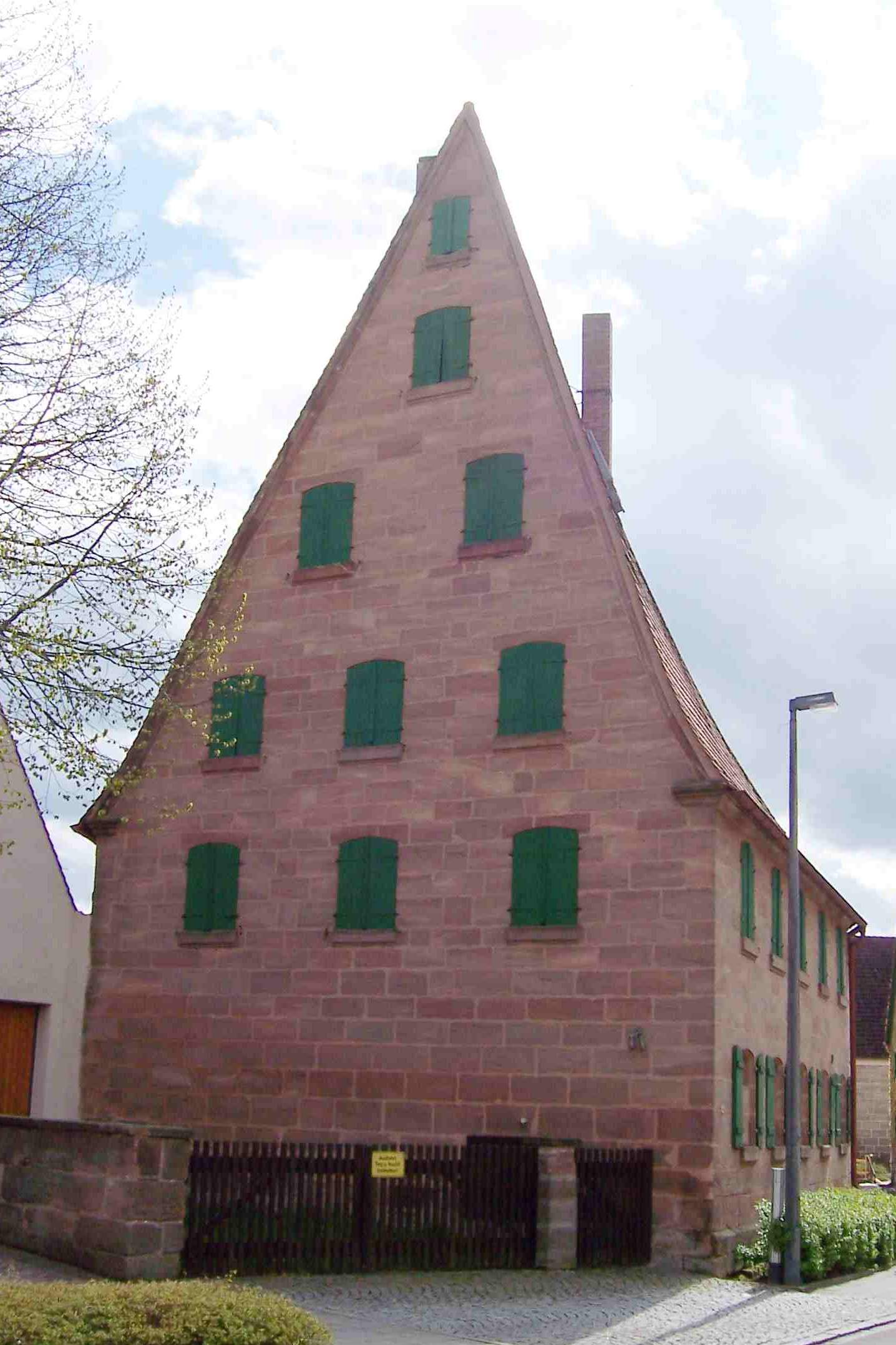
Typisches Sandsteinhaus

Großweingarten (fränkisch: Waigardn) ist ein Gemeindeteil der Stadt Spalt im Landkreis Roth (Mittelfranken, Bayern). Die Gemarkung Großweingarten hat eine Fläche von 10,928 km². Sie ist in 2006 Flurstücke aufgeteilt, die eine durchschnittliche Fläche von 5447,80 m² haben. In ihr liegen neben dem namensgebenden Ort die Gemeindeteile Egelmühle, Hagsbronn, Hügelmühle, Steinfurt, Straßenhaus und Wasserzell.

## Geographie

### Geographische Lage
Das Pfarrdorf liegt im Fränkischen Seenland, einen Kilometer südlich von Spalt auf dem rund (450 m ü. NHN) hohen Michelsberg, einer Erhebung des Spalter Hügellandes. Nach Süden und Südwesten hin fällt der Bergrücken zum Großen Brombachsee ab, von dem das Dorf 2 km Luftlinie und 4 km über Straßenverbindungen entfernt ist. Im Nordwesten liegt das Waldgebiet Birkle, im Südwesten das Flurgebiet Sollach, im Süden Lüße und im Südosten Oberlohe.

### Klima
Durch die exponierte Lage auf dem Bergrücken ist die Tageshöchsttemperatur um bis zu fünf Grad niedriger als in Nürnberg und ein bis zwei Grad niedriger als in Spalt. Zudem ist mit stärkerem Wind (Hochlage) zu rechnen, und die Gewittergefahr ist seenbedingt auch etwas höher.

## Geschichte
Großweingarten wurde wahrscheinlich im 9. Jahrhundert vom damaligen Spalter Kloster St. Salvator planmäßig als Straßendorf angelegt. Erstmals urkundlich erwähnt wurde der Ort 1294 als „Wingarten“, als der Eichstätter Bischof Reinboto von Meilenhart mit dem Regensburger Bischof Heinrich II. von Rotteneck u. a. dieses Dorf tauschte. Zuvor hatte die Burggrafschaft Nürnberg diese Orte vom Regensburger Bischof zu Lehen bekommen. Seit dem 9. Jahrhundert wurde auf den Südhängen des Bergrückens Weinanbau betrieben. Zu Beginn der Neuzeit verlor er jedoch zugunsten des Hopfenanbaus an Bedeutung. Daraus entstand Mitte des 19. Jahrhunderts ein gewisser Wohlstand. Aus dieser Zeit stammen viele der großen Sandsteinhäuser, die heute das Ortsbild prägen.
Im Salbuch für das Hochstift Eichstätt von 1407 unterstand dem Pflegamt Wernfels-Spalt mit 33 Anwesen fast ganz Großweingarten. In den Salbüchern des Spalter Chorherrenstift St. Nikolaus von 1460, 1549 und 1619 ist für Großweingarten jeweils ein Anwesen aufgelistet. Der Hauptmannschaft Enderndorf der Reichsstadt Nürnberg unterstanden 1529 14 Untertansfamilien.
Laut dem eichstättischen Salbuch des Pflegamts Wernfels-Spalt von 1671 unterstanden in Großweingarten 40 Anwesen dem Kastenamt Spalt, 4 Anwesen den Kollegiatstiften St. Emmeram und St. Nikolaus, 1 Anwesen dem pfalz-bayerischen Kastenamt Hilpoltstein, 1 Anwesen dem Trisoleiamt Ellingen des Deutschen Ordens. Die nürnbergischen Anwesen wurden im Salbuch nicht aufgelistet.
Gegen Ende des 18. Jahrhunderts gab es in Großweingarten 59 Anwesen. Das Hochgericht übte das eichstättische Pflegamt Wernfels-Spalt aus. Die Dorf- und Gemeindeherrschaft hatte das Kastenamt Spalt. Grundherren waren das Kastenamt Spalt (50 Anwesen: 6 Halbhöfe, 4 Viertelhöfe, 8 Köblergüter, 1 Gut mit Zapfenwirtschaft, 27 Gütlein, 1 Gütlein mit Schmiede, 3 Leerhäuser), die Kollegiatstifte St. Emmeram und St. Nikolaus (3 Halbhöfe, 2 Gütlein), das pfalz-bayerische Kastenamt Hilpoltstein (2 Gütlein), das Trisoleiamt Ellingen des Deutschen Ordens (1 Gütlein) und das St. Klara-Klosteramt (1 Halbhof). Neben den Anwesen gab es noch die Filialkirche, herrschaftliche Gebäude (Forsthaus) und kommunale Gebäude (Schule, Schafhirtenhaus, Kuhhirtenhaus, Ochsenhirtenhaus).
1802 kam das Pflegamt Wernfels-Spalt – und damit auch Großweingarten – an das Herzogtum Bayern, 1803 durch den Hauptlandesvergleich kurzzeitig zum Königreich Preußen, 1806 schließlich an das Königreich Bayern. Im Rahmen des Gemeindeedikts wurde 1808 der Steuerdistrikt Großweingarten gebildet, zu dem neben dem Hauptort Egelmühle, Steinfurt und Wasserzell gehörten. 1811 kamen Hagsbronn vom Steuerdistrikt Fünfbronn und Hügelmühle vom Steuerdistrikt Mosbach dazu. Im selben Jahr entstand die Ruralgemeinde Großweingarten, die deckungsgleich mit dem Steuerdistrikt war. Sie war in Verwaltung und Gerichtsbarkeit dem Landgericht Pleinfeld (1858 in Landgericht Roth umbenannt) zugeordnet und in der Finanzverwaltung dem Rentamt Spalt (1919–1932 Finanzamt Spalt, ab 1932 Finanzamt Schwabach). Straßenhaus wird 1861 und Kaltenbrunn 1871 erstmals erwähnt. Ab 1862 gehörte Großweingarten zum Bezirksamt Schwabach (1939 in Landkreis Schwabach umbenannt). Die Gerichtsbarkeit blieb beim Landgericht Roth (1879 in Amtsgericht Roth umbenannt), seit 1970 ist das Amtsgericht Schwabach zuständig. Die Gemeinde hatte eine Gebietsfläche von 11,025 km².
Im Zuge der Gebietsreform in Bayern wurde die Gemeinde Großweingarten am 1. Januar 1972 nach Spalt eingemeindet.
1994 feierte Großweingarten sein 700-jähriges Bestehen.

### Historische Beschreibung
Im Geographischen statistisch-topographischen Lexikon von Franken (1800) wird der Ort für dieses Lexikon außergewöhnlich ausführlich beschrieben:

„Großweingarten, Eichstättisches, zum Pfleg- und Kastenamte Wernfels Spalt gehöriges, und nach Spalt, wovon ein Kaplan alle Sonntag den Gottesdienst in diesem Dorfe versehen muß, eingepfarrtes Filialkirchdorf von 58 Unterthanen, wovon 1 Pfälzisch, 1 Ellingisch und 56 Eichstättisch sind, und zwar 6 von letztern zum fürstlichen Steueramte der Kollegiate in Spalt, die übrigen aber zum dortigen Kastenamte gehören. Es ist auch allda ein fürstliches Forsthaus, und hat der Weingarter Forst von diesem Dorfe, als dem Wohnsitze des Forsters, seinen Nahmen her.
Um diesen Ort von einem Weiler gleichen Nahmens im Pfleg- und Kastenamte Sandsee Pleinfeld zu unterscheiden, heißt jener Groß- und dieser aber Kleinweingarten, oder auch häufig das Dorf Weingarten, der Weiler hingegen Weingärtel.
[Sp. 413] Das Dorf liegt auf der Spitze des dem Städtchen Spalt südöstlich gegenüber stehenden Berges (man braucht aber doch wohl eine kleine Stunde hinauf) und hat eine so schöne Lage, daß sicher einst viel Wein allda gebauet wurde und der Ort seinen Nahmen davon her hat, itzt aber nimmt der Hopfenbau dessen Stelle ein, und dieser Hopfen wird dem Spalter Stadtgut, der nahen und nämlichen Lage wegen, ganz gleichgeschätzt.
Im Jahre 1294 vertauschte Bischoff Heinrich von Regensburg mit dem Städtchen Spalt auch Weingarten, welche beyde Orte Conrad Burggraf von Nürnberg der jüngere vom Bisthume Regensburg zu Lehen trug, dem Eichstättischen Bischoff Reimbolt, einem Edlen von Mühlenhart, gegen Fünfstetten, welchen Ort Graf Gebhard von Hirschberg von Eichstätt zu Lehen empfangen hatte, weil Fünfstetten dem Regensburgischen Bischoff wegen der Nähe von Wemding, Spalt und Weingarten etc. aber jenem zu Eichstätt besser gelegen waren. So kam das Dorf Weingarten an Eichstätt, und im Jahre 1402 verkaufte auch Ritter Stephan von und zu Absperg alles ihm zuständig jährliche Gattergeld in Weingarten, welches eine gewisse jährliche Geldabgabe der Unterthanen ist, dem Bisthume Eichstätt.
Im Jahre 1627 tausche Eichstätt vom D. Georg Schell Brandenburgischen Rath zu Onolzbach, gegen den halben groß und kleinen Zehnt zu Mebenberg, der ein eichstättisches Mannlehen war, und auf den Gütern seiner Unterthanen allda haftete, den Zehnt zu Weingarten ein.“

### Baudenkmäler
In Großweingarten gibt es 25 Baudenkmäler, darunter:
- Dorfensemble
- Kirche St. Michael

### Bodendenkmäler
In der Gemarkung Großweingarten gibt es vier Bodendenkmäler.

### Einwohnerentwicklung
Gemeinde Großweingarten
| Jahr      | 1818   | 1840   | 1852   | 1855   | 1861   | 1867   | 1871   | 1875   | 1880   | 1885   | 1890   | 1895   | 1900   | 1905   | 1910   | 1919   | 1925   | 1933   | 1939   | 1946   | 1950   | 1952   | 1961   | 1970   |
| Einwohner | 587    | 696    | 753    | 773    | 766    | 768    | 772    | 798    | 898    | 914    | 868    | 833    | 769    | 781    | 762    | 733    | 768    | 744    | 771    | 999    | 985    | 932    | 948    | 945    |
| Häuser    | 90     | 113    |        |        |        |        | 137    |        |        | 152    | 151    |        | 153    |        |        |        | 146    |        |        |        | 160    |        | 187    |        |
| Quelle    | [ 22 ] | [ 23 ] | [ 24 ] | [ 24 ] | [ 25 ] | [ 26 ] | [ 27 ] | [ 28 ] | [ 29 ] | [ 30 ] | [ 31 ] | [ 24 ] | [ 32 ] | [ 24 ] | [ 33 ] | [ 24 ] | [ 34 ] | [ 24 ] | [ 24 ] | [ 24 ] | [ 35 ] | [ 24 ] | [ 16 ] | [ 36 ] |

Ort Großweingarten
| Jahr      | 001818 | 001840 | 001861 | 001871 | 001885 | 001900 | 001925 | 001950 | 001961 | 001970 | 001987 | 002015 |
| Einwohner | 416    | 492    | 589    | 559    | 659    | 557    | 553    | 694    | 665    | 663    | 718    | 746    |
| Häuser    | 64     | 85     |        |        | 113    | 114    | 107    | 115    | 136    |        | 182    |        |
| Quelle    | [ 22 ] | [ 23 ] | [ 25 ] | [ 27 ] | [ 30 ] | [ 32 ] | [ 34 ] | [ 35 ] | [ 16 ] | [ 36 ] | [ 37 ] | [ 1 ]  |

## Religion
Der Ort ist Sitz der römisch-katholischen Pfarrei St. Michael. Die Einwohner evangelisch-lutherischer Konfession sind nach St. Michael (Fünfbronn) gepfarrt.

## Wirtschaft und Infrastruktur

### Kirschanbau
Eine besondere Spezialität des landwirtschaftlich strukturierten Dorfes ist die alljährliche Kirschernte. Durch den besonders hohen Kirschbaumbestand ist Großweingarten auch als „Kirschdorf“ bekannt. Während der Erntesaison Ende Juni bis Ende Juli gibt es in den Bauernhöfen Verkaufsstände, an denen man oder frisch vom Acker Kirschen kaufen kann.

### Verkehr
Die Kreisstraße RH 16/WUG 18 führt nach Stirn (3,7 km südöstlich) bzw. zur Staatsstraße 2223 bei Straßenhaus (1,4 km nordöstlich), die Kreisstraße RH 18 führt nach Hagsbronn (2,4 km westlich). Eine Gemeindeverbindungsstraße verläuft nach Spalt zur Kreisstraße RH 13 (1,1 km nordwestlich).
Von 1924 bis zur Betriebseinstellung am 28. September 1969 hatte Großweingarten im Talgrund einen Haltepunkt an der Bahnstrecke Georgensgmünd–Spalt, die im Volksmund „Spalter Bockl“ genannt wurde.

## Auszeichnungen
Ab 1982 beteiligte sich die Bevölkerung am Wettbewerb Unser Dorf soll schöner werden. Großweingarten wurde 1984 Bezirkssieger und 1985 Landes- und Bundessieger. Zwei Jahre später (1987) wurde dem Ort als erstem Dorf in Europa die Europa-Nostra-Verdienstmedaille verliehen.